# Крыска
Крыска — личинка некоторых видов мух-журчалок, в частности пчеловидки обыкновенной.

## Описание
Крыска длиной до 30 мм имеет 10−12 миллиметровую дыхательную трубку (живя в водоёмах, личинка дышит воздухом), напоминающую длинный хвост, потому и получила такое название.

## Экология
Крыска живёт и развивается в загрязнённых органическими веществами водоёмах с чёрным илом и сильным запахом сероводорода.

## Инфицирование крыской
Крыски обыкновенной пчеловидки иногда вызывают специфическую паразитарную болезнь — эристалёз, который может протекать бессимптомно.